# 日月神劍
《日月神劍》（英語：Mystery of the Twin Swords），是香港無綫電視1990年拍攝的電視連續劇，全劇共20集，監製楊錦泉，主要演員有郭晉安、張衛健、楊羚、陳安瑩、劉家輝、朱鐵和等。續集為《捉妖奇兵》。
本劇於2010年5月3日在TVB星河頻道“戲說當年”時段重播。

## 故事大綱
神、魔百年大戰將至，仙界將派道半仙之子日童出戰，天魔遂令半仙妻懷有其骨肉，欲派他代表魔界出戰，因兄弟相殘有違倫常，從而戰勝仙界。半仙妻誕下天魔之子月童後死去，天魔欲奪去月童，半仙拼死阻止，終不敵，臨終前把天魔鎖於八卦鏡內。
日童、月童各懷特異功能，自幼被神奇婆婆收養，與嬌嬌女一起長大，感情甚篤。二人結伴闖蕩江湖，結識了大俠燕翩躚，並與裘菁菁、金花、銀柳展開了一段糾纏不清的多角戀。及後月童發現自己竟為天魔之子，魔性難除，逐漸變成遺害仙、凡兩界之大魔頭。天魔派月童往取「日月神劍」，替其破幻壁，以重獲自由。日童為維護正義，大義滅親，與其展開連場血戰...

## 演員表
- 郭晉安 飾 阿　日
- 張衛健 飾 阿　月
- 羅樂林 飾 道伴仙
- 朱鐵和 飾 魔　尊
- 馬宗德 飾 陽　魔
- 張鴻昌 飾 法　魔
- 張　靜 飾 陰　魔
- 蔡欣樺 飾 道　妻
- 林嘉儀 飾 小　梅
- 譚一清 飾 仙　翁
- 陳安瑩 飾 神奇嬌嬌女
- 凌　漢 飾 老　伯
- 蕭山仁 飾 凹　地
- 鄧煜榮 飾 凸　天
- 亦　羚 飾 公　主
- 楊　羚 飾 裘菁菁
- 關　菁 飾 皇　叔
- 張英才 飾 皇　帝/太上皇
- 何英偉 飾 太　子/皇　帝
- 李海生 飾 黑　邪
- 劉家輝 飾 燕翩遷
- 馮　國 飾 司馬康
- 麥子雲 飾 歐陽靈霄
- 黃健峰 飾 趙公子
- 潘文柏 飾 小　高
- 鄧汝超 飾 欽　差
- 曹　濟 飾 阿　福
- 黃文標 飾 村　民
- 承　恩 飾 裘成仙
- 陳勉良 飾 白眉道人
- 關子標 飾 村　民
- 曾慧雲 飾 二　娘/裘　妾/裘夫人
- 招偉華 飾 靚　仔
- 禇肇淇 飾 假　日
- 李健強 飾 假　月
- 陸應康 飾 京兆尹
- 吳詠紅 飾 千手觀音
- 馬小虎 飾 龍　兄
- 黃一山 飾 鼠　弟
- 凌禮文 飾 錢員外
- 黃德斌 飾 李　虎
- 江　寧 飾 南棋王
- 曹　濟 飾 北棋王
- 曾耀明 飾 金臂王
- 何偉龍 飾 太虛道士
- 孫季卿 飾 管　家
- 葉碧雲 飾 金　花
- 侯蔚雲 飾 銀　柳
- 王翠玉 飾 春　桃
- 石　雲 飾 假刀疤四
- 曾健明 飾 刀疤四
- 祁鄺雄 飾 星　仔
- 黃成想 飾 管　家
- 陳潔儀 飾 香　兒
- 呂劍光 飾 縣　官
- 陳月如 飾 博夫人
- 何璧堅 飾 主　持
- 光　毅 飾 神奇公公
- 鄭少萍 飾 神奇婆婆
- 羅麗娟 飾 艷　紅
- 江川泓 飾 崑崙清
- 凌志雄 飾 崑崙風
- 宋　楊 飾 古天正
- 崔嘉寶 飾 游若水
- 陳燕航 飾 艷　紅
- 黃瑋琳 飾 家　丁
- 何昭傑 飾 家　丁
- 張百賢 飾 家　丁
- 宗　楊 飾 古天正
- 劉秀萍 飾 冰　姬
- 鄭　莊 飾 仙　女
- 李慧初 飾 仙　女
- 香城雪子 飾 仙　女
- 郭敏芳 飾 仙　女
- 區　嶽 飾 管　家